# HV 71:s historia
Den 24 maj 1971 bildades ishockeyföreningen HV71 genom en sammanslagning av två mindre klubbar, Husqvarna IF och Vätterstads IK. Namnet på den nya föreningen blev Husqvarna/Vätterstads IF, men kortades ned till HV71 den 7 september samma år. Först den 7 december 1971 blev det officiellt med förkortningen HV71.
Redan i januari 1945 uppmanade SK Dacke via en tidningsartikel i Smålands Folkblad allmänheten att göra i ordning en ishockeybana på Rocksjön och på så vis göra ishockeyn populär i Jönköping. Detta genomfördes även och bildade en förening vid namn ”Jönköpings Hockeyallians”, vars huvudsakliga syfte var att försöka få en kommunal anläggning. 1946 stod den första kommunala isbanan klar, efter att kommunen givit mark och Svenska Ishockeyförbundet givit 750 kr. Banan låg på Oxbacken utanför nordvästra hörnet av A6:s frontfasad.
I februari 1946 spelades den första ishockeymatchen i Jönköping. Första matchen spelades mot Atlas Diesels IF från Nacka inför ca tusen åskådare.  Ishockeyn når dock sin kulmen i Jönköping först på hösten samma år, då Alliansen uppmanar fler klubbar att deltaga för att på så vis kunna genomföra seriespel. Redan följande säsong anordnades seriespel. Resultatet blev som följer:
| Placering | Lag                 | Ma | V | O | F | GM | IM | Pts |
| --------- | ------------------- | -- | - | - | - | -- | -- | --- |
| 1         | Vättersnäs IF       | 8  | 7 | 1 | 0 | 30 | 11 | 15  |
| 2         | Tabergs SK          | 8  | 7 | 0 | 1 | 56 | 11 | 14  |
| 3         | IK Stefa            | 8  | 5 | 2 | 1 | 40 | 20 | 12  |
| 4         | Huskvarna IF        | 8  | 4 | 1 | 3 | 22 | 29 | 9   |
| 5         | Norrahammars GIS    | 8  | 4 | 0 | 4 | 37 | 22 | 8   |
| 6         | Jönköpings Södra IF | 8  | 3 | 1 | 4 | 20 | 26 | 7   |
| 7         | SK Dacke            | 8  | 1 | 0 | 7 | 13 | 37 | 2   |
| 8         | IK Cyrus            | 8  | 0 | 0 | 8 | 12 | 58 | 0   |

Fyra av de fem första lagen är dagens HV71.
I december 1958 stod Rosenlundshallen, Nordens första moderna ishall, klar. 

## Klubbarna

### IK Stefa
IK Stefa bildades 1944 och var Smålands första "storlag" som tre gånger vann div.II och kvalade till allsvenskan 1951-1953, dåvarande högsta serien. De spelade totalt sex säsonger i division II, 1951-55 och 1966-67. Liksom HV71, är IK Stefa en förkortning för Stensholms Fabriker. De spelade sina hemmamatcher först på maden på Huskvarnaån i Stensholm innan de bytte till uterinken i Stensholm för att slutligen spela i Rosenlundshallen. Föreningen bytte namn säsongen 1955/56 till IF Saabs Ishockeysektion, men återtog sitt gamla namn 1966/1967. Följande år slogs föreningen ihop med Vättersnäs IF och blev Vätterstads IK.

### Vättersnäs IF
Vättersnäs IF kom ifrån stadsdelen Vätternäs i Jönköping. De blev ett mycket populärt lag i stan och kallades för Sanna Panthers. Deras bästa placering blev en andraplats efter Malmö FF i näst högsta serien 1963/1964. Dagh Larsson spelade i Vättersnäs innan han började i HV71.

### Vätterstads IK
Vätterstads IK bildades inför säsongen 1967/1968 genom en sammanslagning mellan IK Stefa och Vättersnäs IF. Detta gjorde att de två största ungdomssektionerna nu samarbetade med varandra. Laget spelade endast i fyra säsonger innan det slogs ihop med Husqvarna IF till HV71. Spelare som haft förflutet i klubben är guldtränaren Pär Mårts som vann SM-guld 2003/2004.

### Husqvarna IF
Husqvarna IF är den äldsta klubben i HV71. Den bildades redan 1904 och hade då fotboll, bandy och friidrott på programmet. Ishockeyn togs upp senare på programmet. Klubben var ett av Smålands bättre bandylag. Några spelare som har sina anor i klubben var bl.a. Bengt Halvardsson och Bengt Kinell. Klubben spelade sina matcher på Oxbacken, Vapenvallen och Rosenlundshallen.

### Norrahammars GIS
Norrahammars GIS bildades i december 1924 och hade ett flertal idrotter på programmet innan ishockey kom med. De spelade 13 säsonger i den näst högsta divisionen. detta gör dem till det mest "erfarna laget" bland klubbarna som bildade HV71. Säsongen 1971/1972 lyckades de vinna div. 3 och avancerade till div. 2 och kunde där ha blivit konkurrenter till HV71. Det andra Norrahammarlaget, HC Dalen, strävade mot ett samarbete. Detta gick inget vidare, då NGIS lät hockeysektionen gå upp i HV71.

## Elitserien
Efter flera försök att nå upp till högsta ligan, lyckades man till slut avancera uppåt säsongen 1979/1980. Debutåret blev dock kortvarigt efter att man slutat sist i serien. Man spelade nu återigen i näst högsta serien. Detta gjorde man fram till säsongen 1985/1986 då man för andra gången kvalade upp. Ända sedan dess har HV71 spelat i högsta serien.
I det första slutspelet, 1986, ställdes man mot Södertälje SK. Man åkte ut i semifinalen efter 0-2 i matcher. Resterande slutspel kom inte HV71 längre än till första omgången. 
Det skulle dröja ända till säsongen 1994/1995 innan man gick vidare från första omgången. Man hade slutat åtta i serien och med nöd och näppe lyckats ta den sista slutspelsplatsen med tre poäng före AIK. Första omgången ställdes man mot seriesegrarna Djurgårdens IF. Det hela slutade med seger för HV71 i tre raka matcher. Djurgården hade därmed besegrats. Regerande mästarna Malmö IF väntade i semifinalen. Malmö ledde med 0-2 i matcher, innan HV71 lyckades vända siffror till seger med 3-2 i matcher och var i final för första gången. Finalen spelades mot Brynäs IF och avgjordes i förlängning i den femte direkt avgörande matchen uppe i Gävle. Segerskytt blev Johan Lindbom.
Kort efter att HV71 blivit svenska mästare började många tvivla och vara kritiska till Rosenlundshallen. Den var sliten och gammal. I folkmun sade man att "Sveriges bästa lag spelar i Sveriges sämsta ishall". Man var tvungen att göra en förändring. När det stod klart att HV71 missade slutspelet säsongen 1998/1999 påbörjades bygget av Kinnarps Arena. Det stod klart under millenniesäsongen. Publikantalet steg från 4.200 till 6.300.
Åren 1994–2002 marknadsförde sig HV71 under namnet Blue Bulls och bytte även då logotyp två gånger. Man spelade även i gula tröjor på bortaplan. Från år 2002 behöll man den gamla logotypen från 1971 och strök "Blue Bulls" från namnet. Tröjorna på bortaplan ändrade även färg till vit.
Från och med säsongen 2003/2004 har HV71 tillhört topplagen i serien. Man vann serien för första gången 2004 och tog i det kommande slutspelet sitt andra SM-guld efter seger mot Färjestads BK (4-3 i matcher). I kvartsfinalen mötte man MoDo Hockey och gjorde sju mål i första perioden, vilket innebar nytt rekord i gjorda mål under en period. Man vann matchen med 10-1.
Följande säsong var det en konflikt i den nordamerikanska ligan, NHL, vilket slutade med att hela NHL-säsongen ställdes in. Flera spelare valde att spela i Elitserien. HV71 missade slutspel denna gång efter att ha slutat tia i tabellen. Året därpå vann man återigen serien men förlorade snöpligt i direkt avgörande match i semifinal mot Färjestad, som lyckades vända 1-2 underläge till seger med 3-2 på mindre än 50 sekunder. Färjestad blev sedermera Svenska mästare.
Nästa säsong blev HV71 tvåa i serien, men åkte återigen ut i semifinalen. Denna gång emot MoDo. MoDo vann därefter SM-guld. Lance Ward slog nytt rekord i flest utvisningsminuter under en säsong i Elitserien med 273 stycken.
Till säsongen 2007/2008 värvades Per Ledin från Färjestad och HV71 hade nu det mest utvisade laget i serien då man även hade Lance Ward och Andreas Jämtin i laget. Man slutade först i serien och tog sitt tredje guld i SM-slutspelet efter seger mot Linköpings HC med 4-2 i matcher.
Säsongen 2008/2009 bildades en ny turnering för klubblag i Europa som kom att kalla sig för Champions Hockey League. Sverige fick ha två representantlag med, vilka blev mästarna HV71 och silvermedaljörerna Linköpings HC. Turneringen slutade i fiasko för de båda svenska lagen. I serien hamnade HV71 på en fjärde plats och fick inte någon förmån i val av motståndare i slutspelet. När topplagen valt, återstod serieåttan, Timrå IK, vilka man låg under med 2-0 i matcher men lyckades vända siffrorna till 4-2. I match fem tappade Timråbacken Mikko Lehtonen skridskoskenan framför eget mål, vilket Martin Thörnberg i HV71 utnyttjade och passade till Daniel Grillfors som slog in segermålet. I semifinalen väntade Frölunda HC, vilka man vann över med 4-2 i matcher. Man kom till final och fick möta Färjestad. För första gången förlorade HV71 en final, då Färjestad vann med 1-4 i matcher.
Sista säsongen på 2000-talet var en jämn serie: Seriesegern avgjordes i den sista omgången, likaså vilket lag som skulle bli det sista slutspelslaget. Lance Ward återvände till HV71 igen, likaså Per Ledin som skrivit ett sexårskontrakt inför säsongen. Inledningen av säsongen förlorade inte HV71 sina 12 första hemmamatcher. David Petrasek slog nytt poängrekord för backar (53 poäng) och Stefan Liv blev historisk efter att ha hållit nollan mer än 10 gånger under slutspelet (tidigare rekord hade Henrik Lundqvist på 10 nollor). Per Gustafsson meddelade även under säsongen att han slutar, för att redan en månad senare spela för fullt igen. I slutspelet fick HV71 för tredje gången i rad möta Timrå IK i slutspelet. Man slog för tredje gången ut samma lag ur slutspelet. I semifinalen slog man ut Skellefteå AIK med 4-1 i matcher. För tredje året i rad spelade HV71 SM-final. Denna gång stod Djurgårdens IF som finalmotståndare. Av de sex finalmatcherna, gick fem matcher till Sudden death. Den 24 april blev HV71 svenska mästare för fjärde gången, efter mål av Teemu Laine i förlängningen.
Slutspelet 2009/2010 kom mest att handla om flest övertidsmatcher (17 stycken) samt om publikbojkott i finalserien där Djurgårdens supportrar blev portade från Kinnarps Arena och HV supportrar blev bojkottade från Hovet.